# Wind- und Luftdruckgürtel
Die Wind- und Luftdruckgürtel der Erde bezeichnen globale Zonen, zu denen generelle Aussagen über die vorherrschenden Wind- oder Luftdruckverhältnisse gemacht werden können. Eine detaillierte Beschreibung ihrer Beziehungen und Entstehung befindet sich im Artikel Planetarische Zirkulation.

## Einteilung

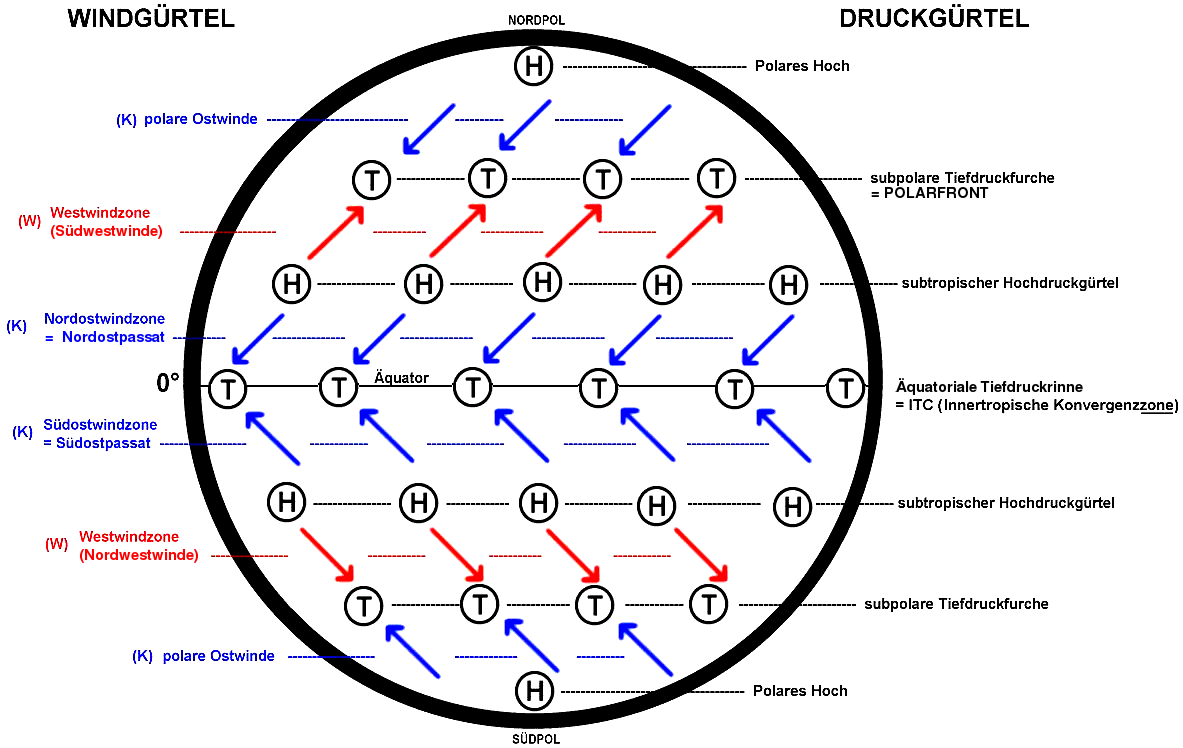
Bodenkarte – Schematische Darstellung (H steht für Hoch, T für Tief; K für kalte, W für warme bodennah strömende Luftmassen)

Die Druck- und Windgürtel werden, vom Nord- zum Südpol betrachtet, wie folgt betitelt:
- D: Nordpolares Hoch
- W: Polare Ostwinde – Polarzelle
- D: Subpolare Tiefdruckfurche – Polarfront – Polarfrontjetstream
- W: Westwindzone – Ferrel-Zelle
- D: Subtropischer Hochdruckgürtel = Rossbreiten – Subtropenfront – Subtropenjetstream
- W: Nordostwindzone (NE-Passat, SW-Antipassat) – Hadley-Zelle
- D: Äquatoriale Tiefdruckrinne = ITC = Innertropische Konvergenzzone – Kalmen – Tropical Easterly Jet
- W: Südostwindzone (SE-Passat, NW-Antipassat) – Hadley-Zelle
- D: Subtropischer Hochdruckgürtel = Rossbreiten – Subtropenfront – Subtropenjetstream
- W: Westwindzone – Ferrel-Zelle
- D: Subpolare Tiefdruckfurche – Polarfront – Polarfrontjetstream
- W: Polare Ostwinde – Polarzelle
- D: Südpolares Hoch